# Astragalus dumetorum
Astragalus dumetorum es una especie de planta del género Astragalus, de la familia de las leguminosas, orden Fabales.

## Distribución
Astragalus dumetorum se distribuye por China (Sichuan, Yunnan) y Tibet.

## Taxonomía
Fue descrita científicamente por Hand.-Mazz. Fue publicado en Symbolae Sinicae 7: 555 (1933).